# Industrias Kaiser Argentina
Industrias Kaiser Argentina S.A., conocida simple y popularmente por su acrónimo IKA, fue un fabricante argentino de automóviles que operó en el país entre mediados de la década de 1950 y fines de la década de 1970. En realidad se trataba de una rama creada en el país por parte de los industriales estadounidenses Henry John Kaiser y Joseph W. Frazer, quienes habían fundado en Estados Unidos la Kaiser-Frazer Corp, y que decidieron instalarse en Argentina, debido a las presiones que ejercía sobre ellos la supremacía de los llamados Tres grandes de Detroit. Descubriendo en Argentina el lugar ideal para relanzar su compañía y favorecidos por el plan de nacionalización implementado por el entonces presidente argentino Juan Domingo Perón, efectúan una alianza con IAME (Industrias Aeronáuticas y Mecánicas del Estado), dando origen a Industrias Kaiser Argentina.

## Historia

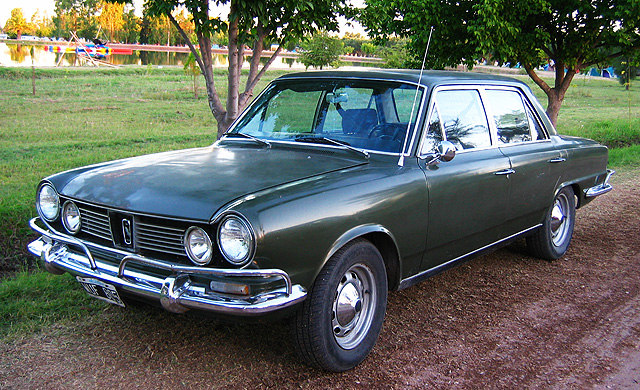
Torino TS

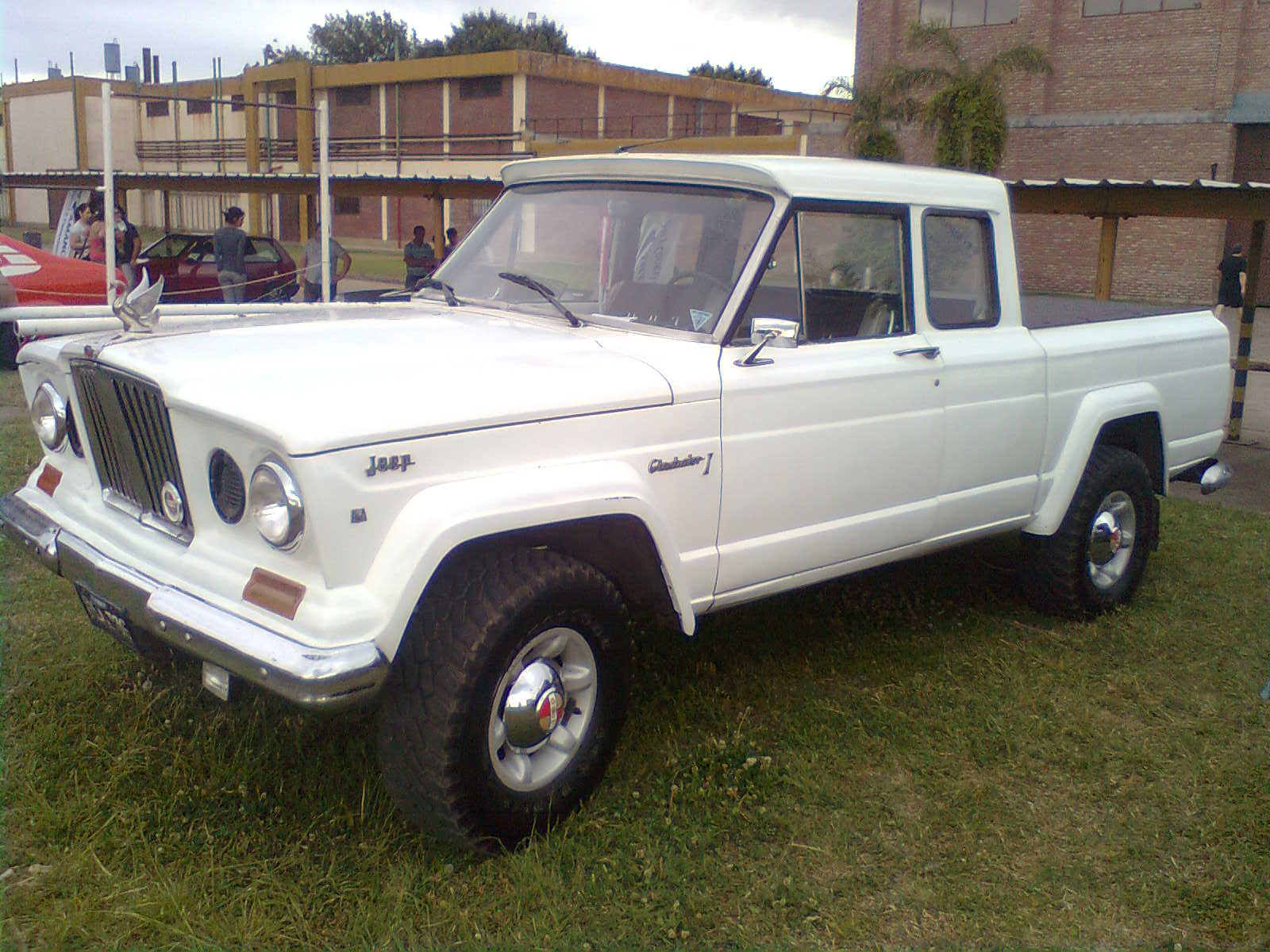
IKA Jeep Gladiator

En 1943 el industrial norteamericano Henry J. Kaiser había manifestado su intención de producir automóviles después de terminada la Segunda Guerra Mundial. Compartía esta idea Joseph W. Frazer, quien le dio el nombre final a la empresa, bautizándola Kaiser-Frazer Corp. Los primeros modelos de la empresa comenzaron a venderse en 1946 y llevaba los nombres de sus fundadores. 
La empresa era demasiado pequeña para poder competir con los tres grandes de Detroit y en poco tiempo las dificultades llevaron a dejar de producir el Frazer. A pesar de esto Kaiser adquirió en 1953 la Willys Overland Motors Inc., que fabricaba el utilitario Jeep y los automóviles Aero Willys, Ace y Lara. La empresa pasó a denominarse Kaiser Motors Corp. La idea de Kaiser era poder continuar con su empresa en otro país con menor desarrollo industrial, por lo que en 1954 decide radicarse en Argentina. La propuesta hecha al gobierno argentino incluía la formación de una sociedad mixta, integrada por la empresa estatal IAME, Kaiser Motors Corp y el aporte de grupos privados argentinos, quienes participarían a través de la compra de acciones por un total de 160 millones de pesos. El estado otorgaría también a la nueva sociedad créditos por valor de 200 millones de pesos y permisos de importación de automóviles por otros 40 mil.
El plan fue aprobado por las autoridades nacionales y el 18 de enero de 1955 se suscribió el respectivo convenio, constituyéndose unos pocos días después, la empresa Industrias Kaiser Argentina S.A. Dos meses después, en un terreno de 200 hectáreas de la localidad cordobesa de Santa Isabel, comienza a construirse la planta donde se instalaron 9000 toneladas de equipos trasladados desde los Estados Unidos.
En 1955, se importaron los primeros Kaiser Manhattan, modelo que constituyó la base del primer automóvil argentino: el Kaiser Carabela, y algunas Jeep Station Wagon (base de la IKA Estanciera). Unos años más tarde, se inició la producción de los modelos IKA Jeep, IKA Estanciera y el automóvil Bergantín, con el que se completa la gama de vehículos.
A fines de 1957, y ante la necesidad de un auto pequeño, la empresa inicia conversaciones con Peugeot, Simca y Renault. Dos años después, en 1959, se inician las negociaciones para obtener una licencia de  la Régie Nationale des Usines Renault, lo que resulta en una inversión por parte de esta, que le otorgaría una participación accionaria del 7,3% y desembocaría en la fabricación del Renault Dauphine a partir de julio de 1960, lo que daría inicio a una completa gama de productos Renault fabricados posteriormente por la empresa.
A comienzos de la década de 1960, ante las inversiones de Ford, General Motors y Chrysler, la dirección de la empresa comprende que IKA no será competitiva en el sector del mercado representado por el Chevrolet 400, el Ford Falcon y el Valiant, si seguíamos aferrados al Bergantín y al Carabela, por lo que inicia tratativas con la American Motors Corp. Como resultado de estas tratativas, dicha empresa otorga las licencias y realiza un aporte de capital que le permite quedarse con el 3,74% del paquete accionario, comenzando la producción de los vehículos marca Rambler en 1961. El primer modelo AMC salido de la planta de Santa Isabel, fue el Rambler Classic, un sedán autoportante con capacidad para 6 pasajeros, con motor Continental de 6 cilindros en línea y caja de cambios de tres marchas. El hecho que tanto la mecánica como la transmisión utilizadas ya fueran producidos en el país para los modelos anteriores (Carabela), permitió la fabricación de este primer modelo de Rambler con gran parte de la carrocería importada, mientras se preparaba la matricería para la nueva generación, que ya estaba siendo desarrollada en Estados Unidos. En 1963, el Baqueano fue reemplazado por la Jeep Gladiator, una pick-up mediana que Kaiser comenzó a fabricar en Estados Unidos apenas un año antes, aunque a diferencia de esta, que siempre equipó el motor Tornado, en Argentina fue inicialmente producida con la mecánica Continental 225.

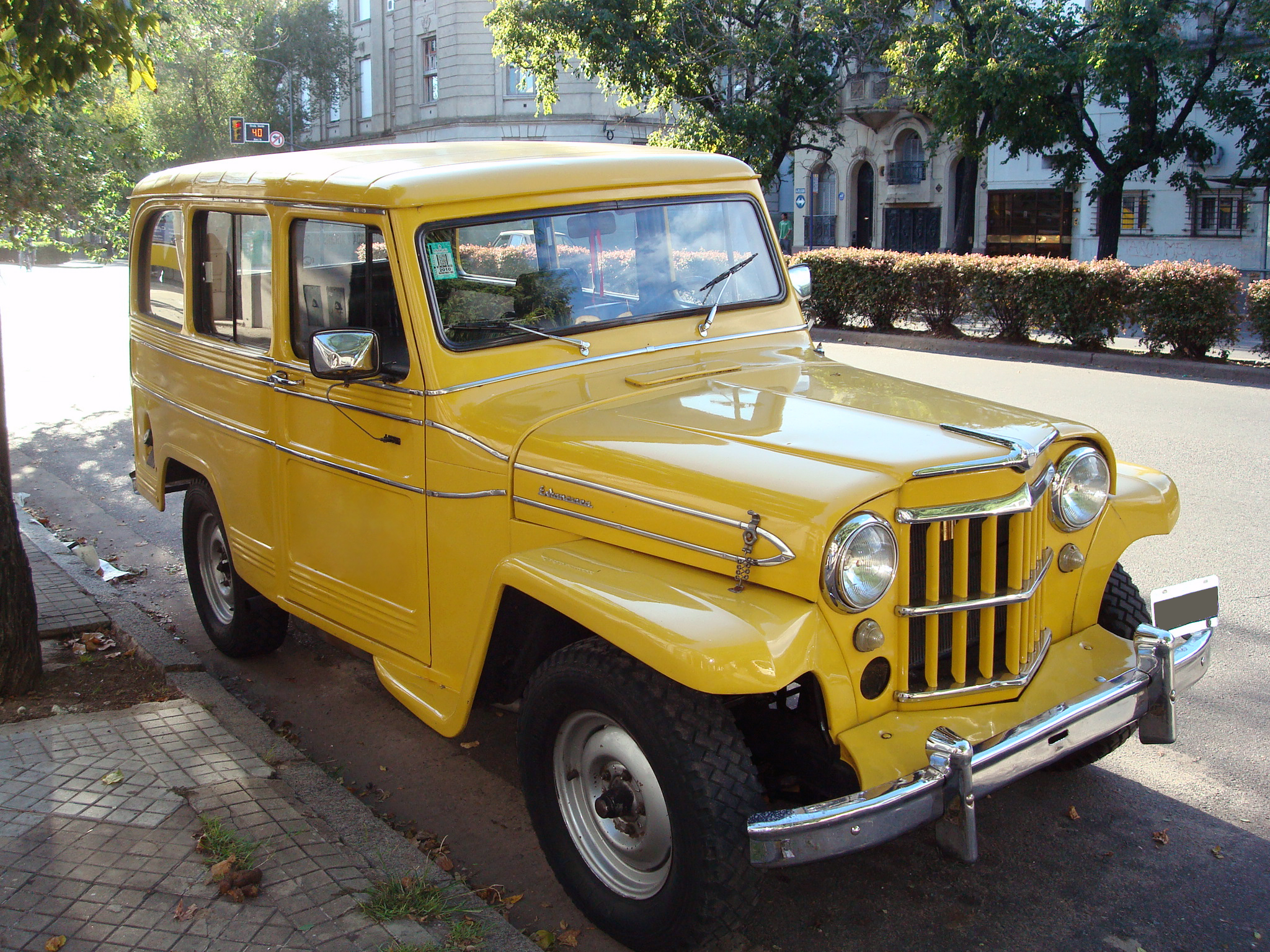
IKA Estanciera

Mientras esto sucedía, la línea Rambler se renovaba con el modelo Rambler Ambassador que fue el más lujoso de la marca, mientras que se comenzaba a trabajar en el proyecto de un automóvil fabricado 100% en Argentina. Para ello, se tomó como baso el modelo Rambler American de la AMC y se solicitó la colaboración del diseñador italiano Pininfarina, para reformar su diseño de trompa y trasera. El resultado fue el IKA Torino, el vehículo más exitoso de la marca nacional, y un ícono de los automovilistas argentinos. Este modelo rápidamente se adueñó del mercado nacional, poniendo al tándem IKA-Renault en lo más alto del ranking de producción y ventas, y compitiendo altamente contra sus rivales de mercado, como ser el Chevrolet 400 o el Ford Falcon. En 1967, Renault adquiere todas las acciones pertenecientes a Kaiser Jeep, y la empresa pasa a denominarse IKA-Renault para finalmente, en 1975, constituirse como  Renault Argentina S.A.. La fabricación de todos los modelos que fueran licencia de AMC, fue suspendida, con excepción del Torino, que comenzaba a ser fabricado como Renault Torino, hasta su desaparición efectiva en 1982.

## Vehículos producidos por IKA e IKA-Renault

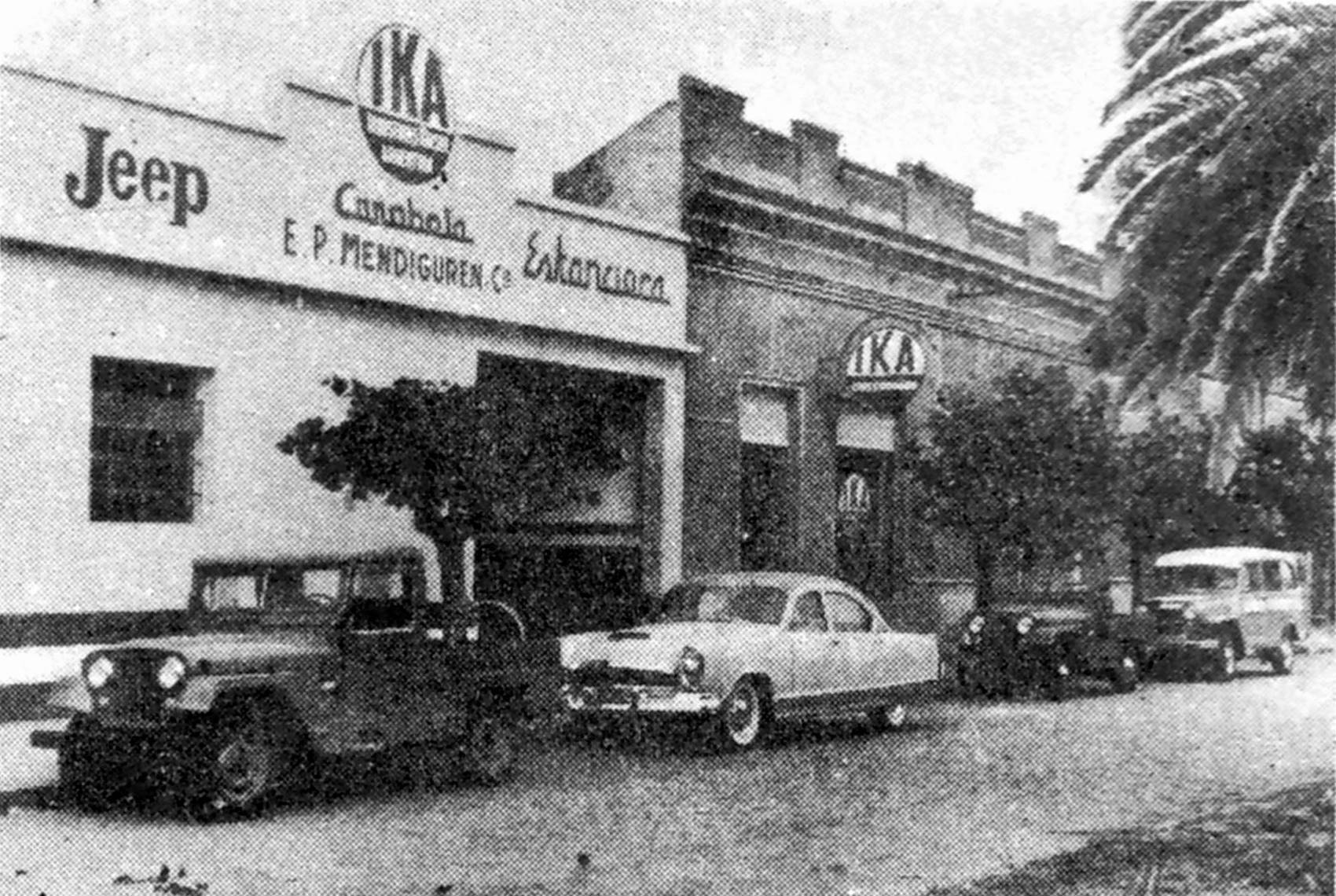
Antiguo local de IKA.

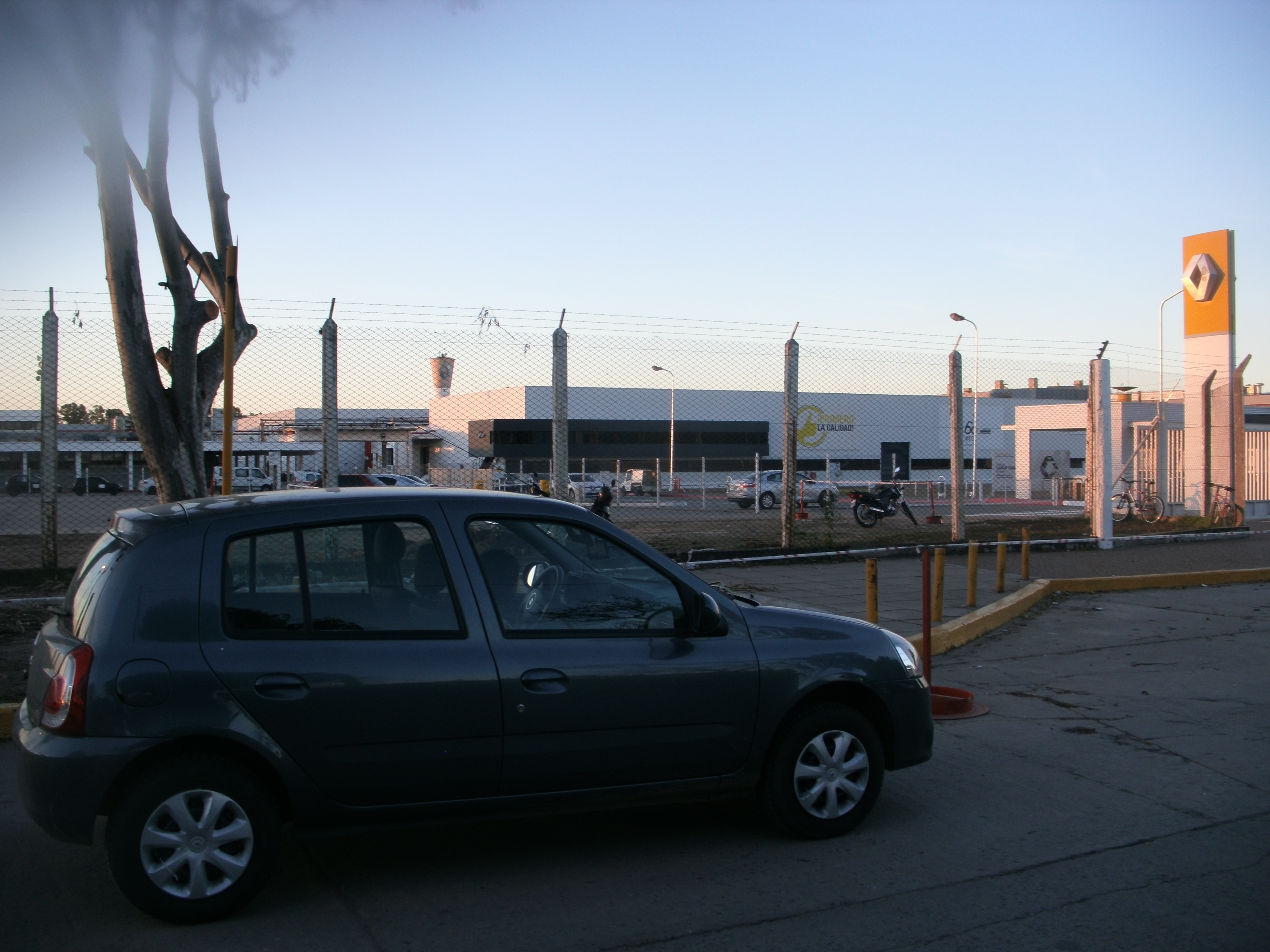
Ejemplar de Renault Clio Mio frente a la fábrica Santa Isabel, hoy en día perteneciente a Renault.

En la planta ubicada en el Barrio Santa Isabel de la ciudad de Córdoba se fabricaron los siguientes modelos:
| Modelo                     | Período     |
| -------------------------- | ----------- |
| Jeep IKA                   | 1956 - 1978 |
| IKA Estanciera-Baqueano    | 1957 - 1970 |
| Kaiser Carabela            | 1958 - 1961 |
| Kaiser Bergantín           | 1960 - 1962 |
| Renault Dauphine           | 1960 - 1970 |
| Rambler Classic-Ambassador | 1962 - 1972 |
| Jeep Gladiator             | 1963 - 1967 |
| Renault 4 *                | 1963 - 1987 |
| IKA-Renault Torino *       | 1966 - 1982 |
| Renault 6 *                | 1969 - 1984 |
| Renault 12 *               | 1970 - 1995 |

- Su producción continuó tras la disolución de IKA en 1975, ya bajo la regencia de Ciadea-Renault Argentina S.A.[3]